# Szűcs Miklós (jogász)
Szűcs Miklós (Miskolc, 1820. július 31. – Miskolc, 1886. december 31.) jogász, publicista.

## Élete
Apja a neves miskolci ügyvéd, Szűcs Sámuel (1787–1843), anyja Szathmári Paksi (Paksy Szathmáry) Zsuzsanna, a kistokaji református lelkész leánya. Hét gyermekükből három még az anya halála (1826. január 24.) előtt meghalt. A gyerekek közül a legismertebb Szűcs Sámuel (1919–1889) jogász, helytörténész. Apja másodszor is megnősült, az özvegy Barkassy Klárát vette el. Ebből a házasságból négy féltestvére született (Bertalan 1827–1906, Lajos 1828–1904, Kálmán 1834–1872, Hermine korán, 1833-ban elhunyt). Középiskolai tanulmányait Miskolcon, a Református Főgimnáziumban kezdte (rossz emlékei voltak róla), majd egy évig az eperjesi Evangélikus Kollégiumban folytatta a német nyelv elsajátítása érdekében. Az érettségi vizsgáját 1837-ben Miskolcon tette le. Jogi tanulmányait Késmárkon végezte, diplomáját 1839-ben szerezte meg.
Végzése után előbb Palóczy László mellett a pozsonyi országgyűlésen, majd Miskolcon Vadnay Gábor ügyvédnél gyakornokoskodott. Ügyvédi vizsgáját 1841-ben tette le Pesten. 1841 novemberében Borsod vármegye tiszteletbeli jegyzőjévé nevezték ki, majd 1843-ban magánügyvédi irodát nyitott Miskolcon. 1845-től 1849-ig Borsod vármegye táblabírája volt. Ebben az időszakban kezdte hírlapírói munkásságát, 1845 és 1847 között Kossuth lapjának, a Pesti Hírlapnak miskolci tudósítója volt, majd helyi lapokban publikált. 1846-ban árvaszéki ülnökké nevezték ki, gyámhatósági ügyekben is közreműködött. 1848-ban miskolci nemzetőr lett, és részt vett a szabadságharcban. A szabadságharc bukása kiábrándította, elkeserítette, ezután már nem vállalt közhivatalt, visszavonult a politikai élettől. 1850-től 1859-ig a Tiszáninneni református egyházkerület világi jegyzője, emellett a megyei Földhitelintézet jegyzője és ügyésze (jogtanácsadója) volt. Az osztrák törvényekből csak 1855-ben tett vizsgát. 1885-ig a Miskolci Takarékpénztár ügyésze és titkára volt. 1885-ben nyugdíjba vonult, a következő évben hunyt el. A Deszkatemetőben nyugszik.
Végrendeletében több „humánus czélokra emlékezett meg”. 
Egészségével már fiatal korától problémái akadtak (talán szívbetegség, de élete végéig hipochondriával küzdött), ezért gyakran járt fürdőhelyekre, többek között Balatonfüredre, Parádra. 35 évesen már öreg embernek nézett ki. Utódai nem voltak, soha nem nősült meg. Életében egyszer csalódott (a hölgy neve nem ismert, naplójában sem írta meg), másodszor mással már nem is próbálkozott.
Szűcs Miklós – a család többi tagjához hasonlóan – részletes naplót vezetett, ezek hat kéziratos kötetben maradtak fenn, bár csak hosszas kallódás után kerültek elő. A napló köteteit a Herman Ottó Múzeum őrzi.

## Főbb munkái
- A Miskolczi Takarékpénztár alapszabályai. Miskolc, 1876
- Kun János emlékezete. Borsod, 1886. 8. szám
- Takarékpénztári dolgok. Borsodmegyei Lapok, 1886. 20. szám
- Tekintetes Szűcs-család Alsó Páteri Pusztájának Földkönyve. Borsodmegyei Lapok, 1855. december 1.
- Szűcs Miklós naplója 1839–1849. Kiadta Kilián István, Miskolc, 1981